# سیارک ۶۶۶۶
سیارک ۶۶۶۶ (به انگلیسی: 6666 Fro، نامگذاری:1993FG20) شش هزار و ششصد و شصت و ششمین سیارک کشف شده‌است که در ۱۹ مارس ۱۹۹۳ کشف شد.
قدر مطلق سیارک برابر ۱۴٫۲۰ است.